# Tim Bridgman
Tim Bridgman, född 24 maj 1985 i Harlow, England, är en brittisk racerförare.

## Racingkarriär
Bridgman tävlade med formelbilar för första gången år 2004, då han vann det brittiska formel BMW-mästerskapet. 2005 graduerade Bridgman till det Brittiska F3-mästerskapet, där han slutade på en femtonde plats, följt av en sextondeplats i Champ Car Atlantic 2006. 2007 satsade Bridgman överraskande på Formel Palmer Audi, där han blev mästare. Han gav sedan upp sin formelbilskarriär, och körde 2008 i den Porsche Carrera Cup Great Britain där han efter en sensationell säsongsinledning föll tillbaka till en slutgiltig fjärdeplats i tabellen, trots flest delsegrar. Säsongen 2009 var dock bättre för Bridgman, som tog hem titeln efter en batalj mot James Sutton i säsongens sista deltävling på Brands Hatch.